# Shifang
Shifang (xinès tradicional: 什邡, xinès simplificat: 什邡, pinyin: Shífāng) és una ciutat a nivell de comtat a Sichuan, Xina. Està sota l'administració municipal de Deyang i està localitzada a 50 km de Chengdu. Té una àrea de 863 km² i una població de 430,000 persones a 2004.
La ciutat tenia una història de 2,209 anys quan va patir grans danys durant el terratrèmol de Sichuan del 2008.

## Divisions administratives
Shifang té 2 subdistrictes i 14 pobles.
- Subdistrictes
  - Fangting (方亭街道)
  - Zaojiao (皂角街道)
- Towns:
  - Yuanshi (元石镇)
  - Huilan (回澜镇)
  - Luoshui (洛水镇)
  - Hefeng (禾丰镇)
  - Shuangsheng (双盛镇)
  - Mazu (马祖镇)
  - Yinfeng (隐丰镇)
  - Majing (马井镇)
  - Yinghua (蓥华镇)
  - Nanquan (南泉镇)
  - Jiandi (湔氐镇)
  - Hongbai (红白镇)
  - Bajiao (八角镇)
  - Shigu (师古镇)